# Патрик Луан
Патрик Луан Дос Сантос (порт. Patrick Luan Dos Santos; род. 31 октября 1998, Сорокаба, Сан-Паулу) — бразильский футболист, нападающий швейцарского «Сьона», выступающий на правах аренды за шведский «Эребру»

## Клубная карьера
На молодёжном уровне выступал за клубы «Атлетико Сорокаба» и «Флуминенсе». За основную команду «трёхцветных» впервые сыграл 8 февраля 2017 года в матче бразильской Примейры с «Интернасьоналом», выйдя после перерыва вместо Лукаса Фернандеса. 4 июля попал в заявку на матч Серии A против «Шапекоэнсе», но на поле не появился.
25 июня 2019 года подписал контракт со швейцарским «Сьоном». 19 июля в матче первого тура с «Базелем» дебютировал в «чемпионате страны». Патрик Луан появился на поле в стартовом составе и на 35-й минуте забил единственный мяч своей команды, проигравшей встречу со счётом 1:4. В феврале 2021 года был отдан в аренду в «Кринс» до конца сезона.
11 августа 2021 года Луан по арендному соглашению до конца 2021 года отправился «Эребру». 22 августа дебютировал в чемпионате Швеции против «Сириуса», появившись на поле на 73-й минуте Вместо Денниса Колландера. По окончании аренды, проведя только 6 матчей и не отметившись результативными действиями, покинул команду и вернулся в «Сьон».

## Клубная статистика
| Выступление      | Выступление      | Выступление      | Лига | Лига | Кубки | Кубки | Конт. кубки | Конт. кубки | Разное | Разное | Итого | Итого |
| Клуб             | Лига             | Сезон            | Игры | Голы | Игры  | Голы  | Игры        | Голы        | Игры   | Голы   | Игры  | Голы  |
| ---------------- | ---------------- | ---------------- | ---- | ---- | ----- | ----- | ----------- | ----------- | ------ | ------ | ----- | ----- |
| Флуминенсе       | Серия A          | 2017             | 0    | 0    | 0     | 0     | 0           | 0           | 1      | 0      | 1     | 0     |
| Флуминенсе       | Серия A          | 2018             | 0    | 0    | 0     | 0     | 0           | 0           | 1      | 0      | 1     | 0     |
| Флуминенсе       | Итого            | Итого            | 0    | 0    | 0     | 0     | 0           | 0           | 2      | 0      | 2     | 0     |
| Сьон             | Суперлига        | 2019/20          | 20   | 2    | 2     | 0     | 0           | 0           | 0      | 0      | 22    | 2     |
| Сьон             | Суперлига        | 2020/21          | 8    | 0    | 1     | 2     | 0           | 0           | 0      | 0      | 9     | 2     |
| Сьон             | Итого            | Итого            | 28   | 2    | 3     | 2     | 0           | 0           | 0      | 0      | 31    | 4     |
| → Кринс          | Челлендж-лига    | 2020/21          | 12   | 4    | 0     | 0     | 0           | 0           | 0      | 0      | 12    | 4     |
| → Кринс          | Итого            | Итого            | 12   | 4    | 0     | 0     | 0           | 0           | 0      | 0      | 12    | 4     |
| → Эребру         | Аллсвенскан      | 2021             | 6    | 0    | 0     | 0     | 0           | 0           | 0      | 0      | 6     | 0     |
| → Эребру         | Итого            | Итого            | 6    | 0    | 0     | 0     | 0           | 0           | 0      | 0      | 6     | 0     |
| Всего за карьеру | Всего за карьеру | Всего за карьеру | 46   | 6    | 3     | 2     | 0           | 0           | 2      | 0      | 51    | 8     |